# Hozameen Range
Hozameen Range är ett berg i Kanada.   Det ligger i provinsen British Columbia, i den södra delen av landet, 3 400 km väster om huvudstaden Ottawa. Toppen på Hozameen Range är 1 686 meter över havet. Arean är 3 620 kvadratkilometer.
Terrängen runt Hozameen Range är bergig åt sydväst, men åt nordost är den kuperad. Trakten runt Hozameen Range är nära nog obefolkad, med mindre än två invånare per kvadratkilometer.. Det finns inga samhällen i närheten.
I omgivningarna runt Hozameen Range växer i huvudsak barrskog.